# Portunidae
Portunidae é uma família de caranguejos que inclui os caranguejos nadadores, conhecidos no Brasil como siris.

## Descrição
Os caranguejos da família Portunidae caracterizam-se pelo achatamento do quinto par de patas de forma a formarem estruturas alargadas que funcionam como pás para natação. Esta daptação, conjugada com as suas fortes pinças aguçadas, torna muitas das espécies desta família em predadores rápidos e agressivos.

## Exemplos
Entre os membros desta família incluem-se muitos dos caranguejos mais comuns da região costeira de Portugal, como o caranguejo-verde europeu (Carcinus maenas), o caranguejo-azul (Callinectes sapidus) e o caranguejo-navalheira (Necora puber). O calico (Ovalipes ocellatus) é comum na costa atlântica da América do Norte. Dois dos géneros da família exibem os nomes contrastantes Scylla e Charybdis, sendo que o primeiro contém duas espécies de caranguejos com importância económica (Scylla serrata e Scylla paramamosain).

## Taxonomia
A delimitação taxonómica da família Portunidae tem variado ao longo dos tempos e continua a não ser unânime entre os especialistas, com alguns autores a considerar os agrupamentos taxonómicos "Carcinidae", "Catoptridae" e "Macropipidae" como famílias separadas enquanto outros os consideram como subfamílias de Portunidae. A família Portunidae atinge a sua máxima biodiversidade nos oceanos Pacífico e Índico.
Géneros extintos estão marcados com †.
Caphyrinae Guérin, 1832
- Caphyra Guérin, 1832
- Coelocarcinus Edmondson, 1930
- Lissocarcinus Adams & White, 1849
- Mioxaiva † Müller, 1978

Carcininae MacLeay, 1838
- Carcinus Leach, 1814
- Cicarnus † Karasawa & Fudouji, 2000
- Echinolatus Davie & Crosnier, 2006
- Miopipus † Müller, 1984
- Portumnus Leach, 1814
- Xaiva MacLeay, 1838

Carupinae Paul’son, 1875
- Carupa Dana, 1851
- Catoptrus A. Milne-Edwards, 1870
- Libystes A. Milne-Edwards, 1867
- Neptocarcinus † Lőrenthey, 1898
- Rakosia † Müller, 1984
- Richerellus Manning & Felder, 1989

Podophthalminae Dana, 1851
- Euphylax Stimpson, 1860
- Podophthalmus Lamarck, 1801
- Psygmophthalmus † Schweitzer, Iturralde-Vinent, Hetler & Velez-Juarbe, 2006
- Sandomingia † Rathbun, 1919
- Saratunus † Collins, Lee & Noad, 2003
- Viaophthalmus † Karasawa, Schweitzer & Feldmann, 2008

Polybiinae Ortmann, 1893
- Bathynectes Stimpson, 1871
- Benthochascon Alcock & Anderson, 1899
- Boschettia † Busulini, Tessier, Beschin & De Angeli, 2003
- Brusinia Števčić, 1991
- Coenophthalmus A. Milne-Edwards, 1879
- Falsiportunites † Collins & Jakobsen, 2003
- Gecchelicarcinus † Beschin, Busulini, De Angeli & Tessier, 2007
- Liocarcinus Stimpson, 1871
- Macropipus Prestandrea, 1833
- Maeandricampus † Schweitzer & Feldmann, 2002
- Megokkos † Schweitzer & Feldmann, 2000
- Minohellenus † Karasawa, 1990
- Necora Holthuis, 1987
- Nectocarcinus A. Milne-Edwards, 1860
- Ophthalmoplax † Rathbun, 1935
- Ovalipes Rathbun, 1898a
- Parathranites Miers, 1886
- Pleolobites † Remy, 1960
- Polybius Leach, 1820
- Pororaria † Glaessner, 1980
- Portufuria † Collins, Schulz & Jakobsen, 2005
- Portunites † Bell, 1858
- Proterocarcinus † Feldmann, Casadío, Chirino-Gálvez & Aguirre-Urreta, 1995
- Raymanninus Ng, 2000
- Rhachiosoma † Woodward, 1871

Portuninae Rafinesque, 1815
- Acanthoportunus † Schweitzer & Feldmann, 2002
- Arenaeus Dana, 1851
- Atoportunus Ng & Takeda, 2003
- Callinectes Stimpson, 1860
- Carupella Lenz in Lenz & Strunck, 1914
- Colneptunus † Lőrenthey in Lőrenthey & Beurlen, 1929
- Cronius Stimpson, 1860
- Euronectes † Karasawa, Schweitzer & Feldmann, 2008
- Laleonectes Manning & Chace, 1990
- Lupella Rathbun, 1897
- Lupocyclus Adams & White, 1849
- Necronectes † A. Milne-Edwards, 1881
- Portunus Weber, 1795
- Pseudoachelous † Portell & Collins, 2004
- Rathbunella † Collins in Collins, Portell & Donovan, 2009
- Sanquerus Manning, 1989
- Scylla De Haan, 1833

Thalamitinae Paul’son, 1875
- Charybdis De Haan, 1833
- Eocharybdis † Beschin, Busulini, De Angeli & Tessier, 2002
- Gonioinfradens Leene, 1938
- Thalamita Latreille, 1829
- Thalamitoides A. Milne-Edwards, 1869

incertae sedis
- Enoplonotus † A. Milne-Edwards, 1860